# Dopis ženám
Dopis ženám je pastýřský list papeže Jana Pavla II. všem ženám, který pojednává o právech a důstojnosti žen, o mnoha výzvách, jimž ženy v moderní době musely čelit, a o způsobech, jak by se mohla věc ženy ve světě rozvíjet. Dopis byl napsán 29. června 1995 a byl vypracován v očekávání čtvrté světové konference o ženách, kterou v září 1995 pořádala Organizace spojených národů v Pekingu. Tento dopis byl potvrzením pokračujících myšlenek papeže Jana Pavla II. o významu žen v církvi a o zvláštních rolích, kterými mohou přispět pouze ony v oblasti rodiny, církve a světa. Během svého pontifikátu, který trval déle než 26 let, neustále vyzdvihoval důstojnost a čest žen a tento dopis byl významným příspěvkem do korpusu jeho děl o významu žen v církvi.

## Popis
V dopise papež „promlouvá ,přímo k srdcím a myslíʻ každé z nich a žádá je, aby se spolu s ním zamyslely nad sebou samými a nad svou kulturní, sociální a církevní odpovědností, která vyplývá z toho, že jsou ženy“.
Dopis začíná poděkováním papeže Jana Pavla II. Organizaci spojených národů za sponzorování této významné události a pokračuje poděkováním Bohu za dar ženy a za každou jednotlivou ženu. V dopise pak pokračuje poděkováním všem ženám za jejich různé úspěchy a práci a následuje omluva, v níž vyjadřuje lítost nad tím, že členové církve ne vždy uznávali význam žen a jejich přínos v průběhu dějin. Důrazně také odsuzuje dějiny sexuálního násilí na ženách a selhání mnoha společností a kultur, které nedokázaly ženy plně sociálně, politicky a ekonomicky integrovat.
Ve snaze dosáhnout změny v tomto stavu žen se papež Jan Pavel II. obrací na všechny státy, národy a institucionální organizace s výzvou, aby zlepšily a zkvalitnily situaci a podmínky práce a života žen na celém světě. Papež Jan Pavel II. by rád podpořil hnutí žen při prosazování zlepšení jejich života a vyzval, aby se rovnoprávnost žen stala standardem na celém světě. Papež by také vyjádřil znepokojení nad trendem společnosti znevažovat mateřství a trestat ženy, které by chtěly mít děti.

## Uni-dualita
Pojem „jednoty (uni-duality)“ v Listu odkazuje na skutečnost, že Bůh svěřuje jednotě dvou, muže a ženy, nejen úkol plození, ale i samotnou konstrukci dějin. Tento list více než jiné spisy zdůrazňuje význam přínosu žen v odborné práci a řízení světa.
[J]e naléhavě nutné dosáhnout skutečné rovnosti ve všech oblastech: stejné odměny za stejnou práci, ochrany pracujících matek, spravedlnosti v kariérním postupu, rovnosti manželů, pokud jde o rodinná práva, a uznání všeho, co je součástí práv a povinností občanů v demokratickém státě... Je to otázka spravedlnosti, ale také nutnosti. Ženy se budou stále více podílet na řešení závažných problémů budoucnosti: volný čas, kvalita života, migrace, sociální služby, eutanazie, drogy, zdravotnictví, ekologie atd. Ve všech těchto oblastech se větší přítomnost žen ve společnosti ukáže jako nanejvýš cenná, neboť pomůže projevit rozpory, které jsou přítomny, když je společnost organizována výhradně podle kritérií efektivity a produktivity, a donutí systémy, aby byly přepracovány tak, aby podporovaly procesy humanizace, které charakterizují „civilizaci lásky“.
Papež si dává pozor, aby rozlišoval mezi rolí žen v profesionální práci a ve správě světa ve srovnání s konkrétními službami,
... [J]e také možné ocenit, že přítomnost určité rozmanitosti rolí není v žádném případě na újmu ženám, pokud tato rozmanitost není výsledkem svévolného vnucování, ale je spíše výrazem toho, co je specifické pro mužské a ženské bytí. Tato problematika má zvláštní uplatnění i v církvi. Jestliže Kristus – na základě svého svobodného a svrchovaného rozhodnutí, jasně dosvědčeného evangeliem a stálou tradicí církve – svěřil pouze mužům úkol být „ikonou“ jeho tváře jako „pastýře“ a „ženicha“ církve prostřednictvím výkonu služebného kněžství, to v žádném případě nesnižuje úlohu žen, ani ostatních členů církve, kteří nejsou vysvěceni k posvátné službě, neboť všichni mají stejný podíl na důstojnosti, která přísluší „všeobecnému kněžství“ založenému na křtu.

## Ženský génius
Papež Jan Pavel II. vyzdvihuje velkou čest žen, které jako jediné mohou rodit život, a navazuje na témata ze své encykliky Mulieris dignitatem z roku 1988, zejména na téma ženského génia. Tento „ženský génius“ zahrnuje mimo jiné takové vlastnosti, jako je vnímavost, důraz na osobu, empatie, ochrana života, svatost a skromnost. Každá z těchto vlastností slouží k posílení a oživení ženského charakteru, měla by sloužit k inspiraci a povzbuzení a neměla by být v žádném případě skrývána nebo potlačována. Právě „ženského génia“ papež vyzývá k obraně práva a důstojnosti dnešních žen a v ženském géniu vidí odpověď na „kulturu smrti“, která je vlastní zálibě společnosti v potratech, eutanazii a válkách. Papež Jan Pavel II. vyzdvihl Marii jako Matku Boží jako hlavní příklad ženského génia a povzbudil všechny muže a ženy, aby k ní vzhlíželi jako k inspiraci pro svůj vlastní život.
V závěru svého dopisu vyjadřuje naději, že konference OSN v Pekingu „...odhalí plnou pravdu o ženách.“ Doufá, že konference zdůrazní dar „geniality ženy“, a to nejen s ohledem na velké a úspěšné vůdkyně, ale i na obyčejné ženy, které tolik přispěly v duchu služby. Přičítá to schopnosti žen, které více než muži dokážou uznat lidskou osobu a pomáhat jí bez ohledu na ideologii či politiku.